# 파이파티로마

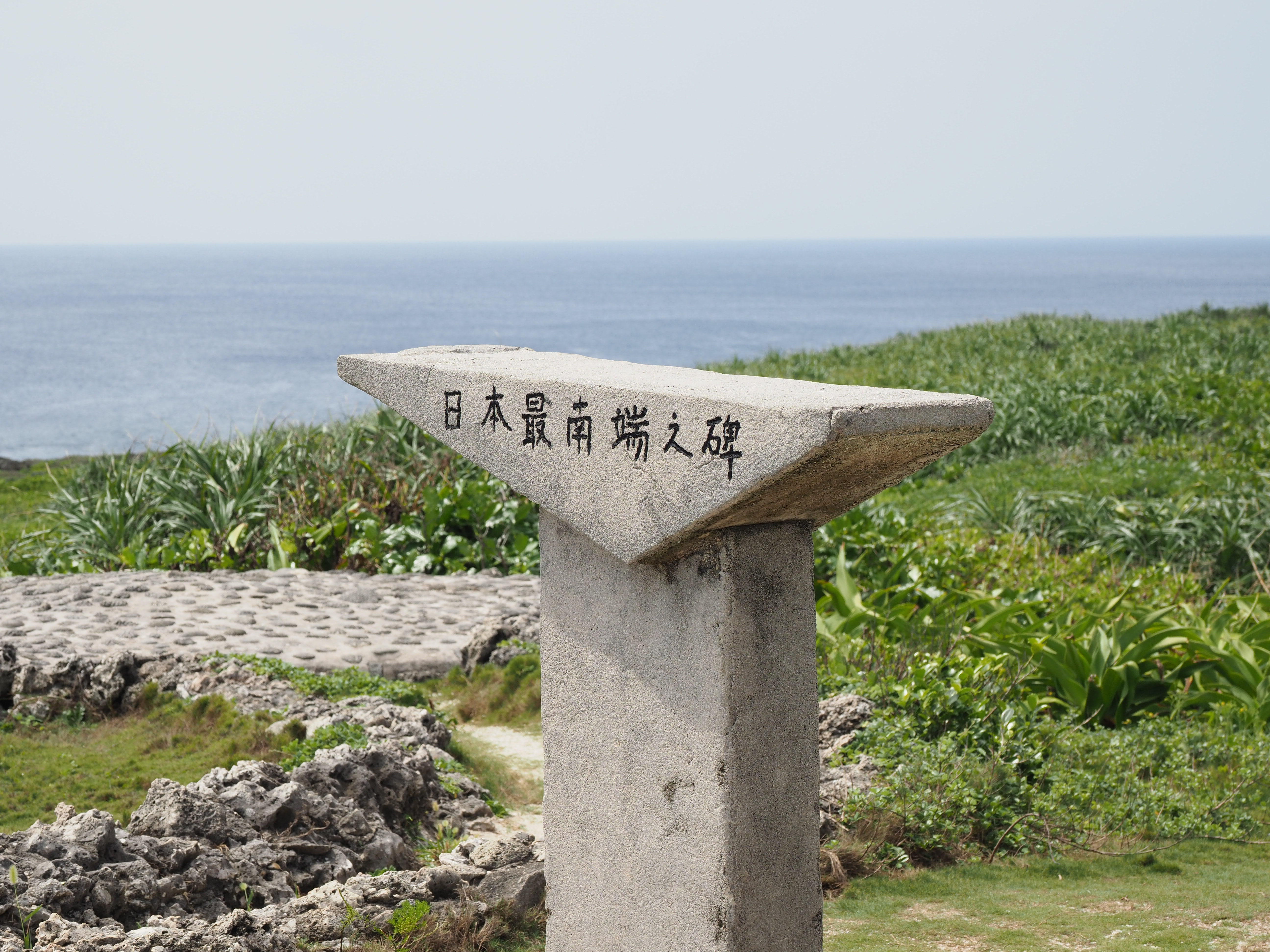
하테루마섬의 일본최남단비. 여기보다 더 너머 남쪽에 파이파티로마가 있다고 전해졌다.

파이파티로마(일본어: 南波照間島, 남파조간도)는 야에야마 제도에 속하는 하테루마섬(波照間島, 파조간도)보다 더 남쪽에 있다고 전해지는 전설상의 섬이다.:124 한자로 대파조간도(大波照間島)라고도 쓴다.
“파이파티로마”라는 말은 야에야마어로 “남쪽 너머의 산호초의 섬”이라는 의미다. “로-마”는 오키나와어의 “우루마”에 해당한다.:124
류큐왕국 시대에 야에야마의 여러 사정을 왕부(王府)에 보고한 문서인 『팔중산도 연래기』에 보면, 1648년에 하테루마섬의 백성 40-50명이 무거운 세금으로부터 달아나고자 파이파티로마로 건너갔다는 기록이 남아 있다.:124 또한 하테루마섬에는 야구촌(ヤグ村)의 아카마리(アカマリ)라는 남자가 세금을 걷으러 온 관리의 배를 빼앗아 촌민들을 이끌고 파이파티로마로 향했다는 전승이 있다. 오키나와 본섬의 류큐왕국 중산왕부는 1637년부터 1903년까지 야에야마 제도에 가혹한 인두세를 부과했으며, 『팔중산도 연래기』에서 전하는 연대는 이 과세 기간과 정합된다.:124
파이파티로마가 실재하는 섬인지, 실재한다면 어느 섬인지는 분명하지 않다. 『팔중산도 연래기』에 기록된 내용이 액면 그대로 사실인지, 사실이라면 도망친 백성들이 실재하는 섬을 목표로 한 것인지, 전설상으로 전해지던 미지의 섬을 찾아간 것인지, 그리고 과연 그 섬에 도착할 수 있었는지 모두 불분명하다.:124
파이파티로마를 실존하는 섬으로 여기는 설에서 비정하는 후보지로는 대만, 대만 본섬 남동쪽의 뤼다오섬・란위섬, 필리핀 루손섬 등이 있다.:124
전설에 불과한 것으로 볼 경우, 파이파티로마는 류큐열도에 전해지는 니라이카나이 전설의 야에야마 버전으로 여겨진다. 또한 실재가 확실하지 않은 땅을 낙도로 삼아 도항하는 후다라쿠토카이(불타낙도해)와도 공통성이 있다.
1892년(메이지 25년) 오키나와현지사가 그때까지도 미답지였던 오키다이토섬과 파이파티로마섬의 탐색을 해군성에 요청했고, 초계함 카이몬이 파견되어 다이토 제도를 탐색했다. 그러나 소재 불명의 섬을 탐험할 수단은 없다고 함장이 파이파티로마의 탐색은 거절했다고 사사모리 기스케의 『남도탐험』에 기록되어 있다.